# Plantago major
El llantén mayor  (Plantago major) es una especie de planta herbácea. Su distribución original era proveniente de Europa y Asia. Pero ha sido introducido a otras regiones del mundo: Norteamérica, Centroamérica, Sudamérica: Colombia, Venezuela, Bolivia, zona centro sur de Chile, Paraguay, Uruguay, Perú, litoral de Argentina; norte de África y Asia occidental donde crece en terrenos incultos, baldíos terraplenes y taludes.

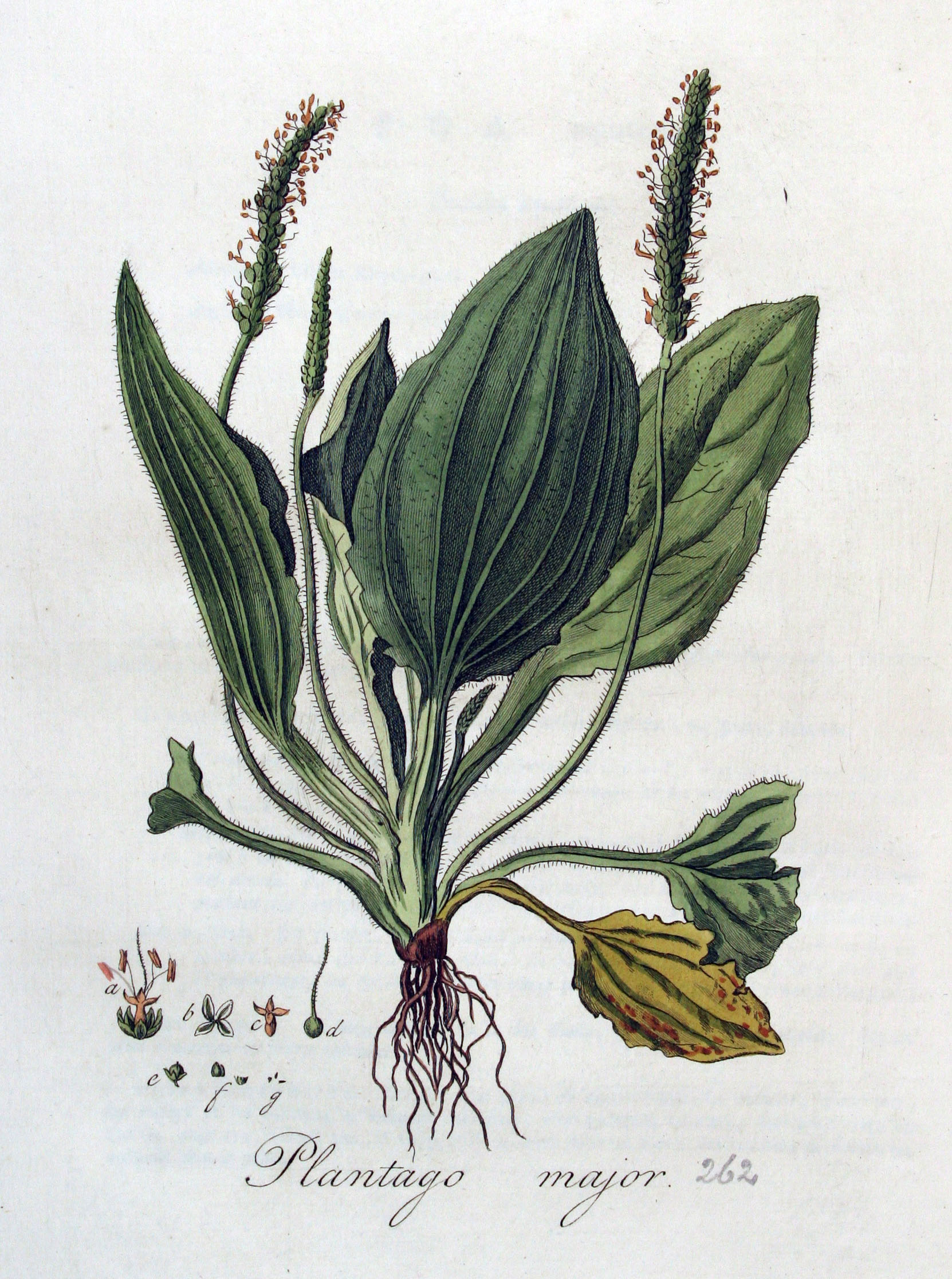
Ilustración

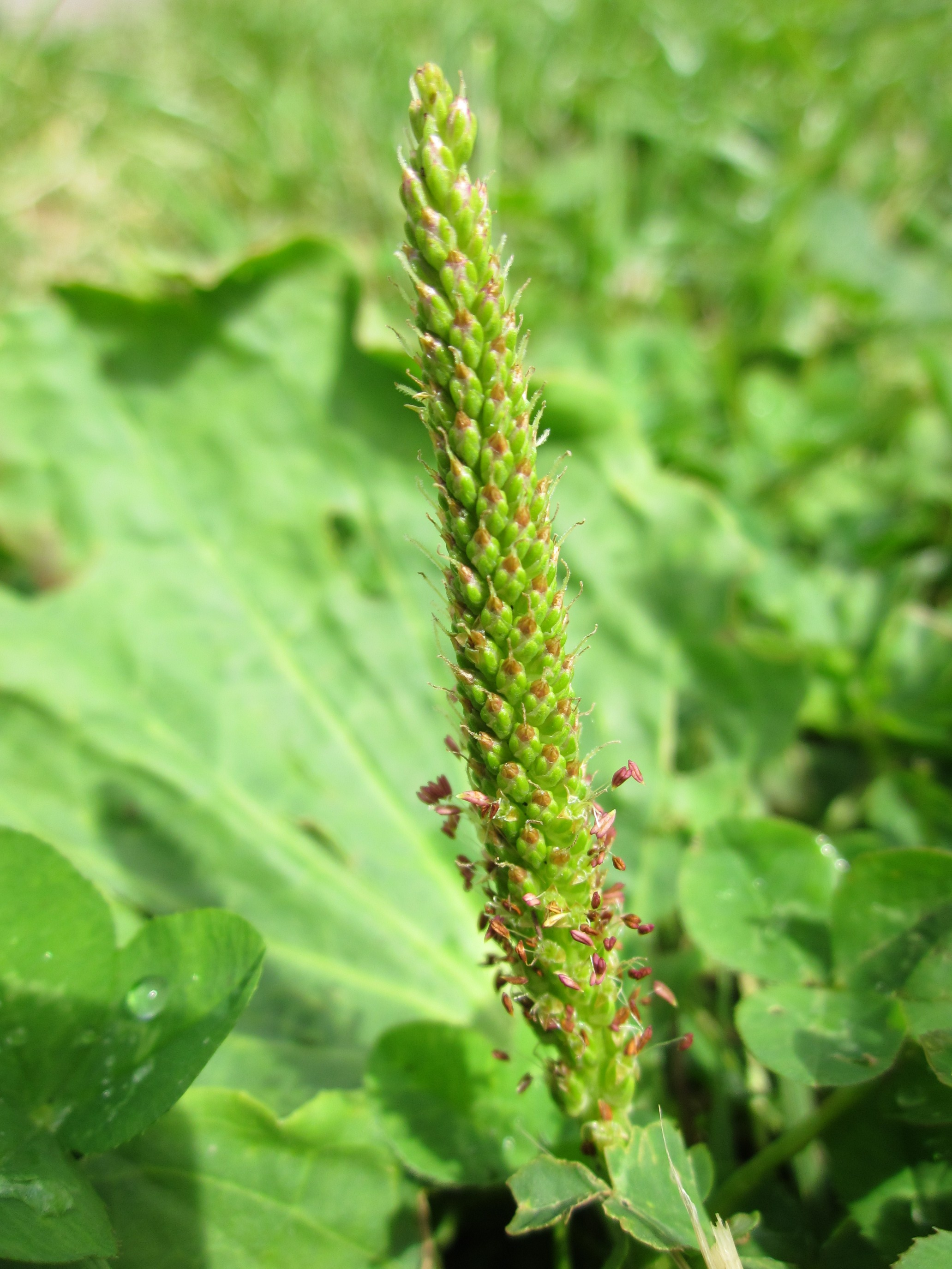
Inflorescencia

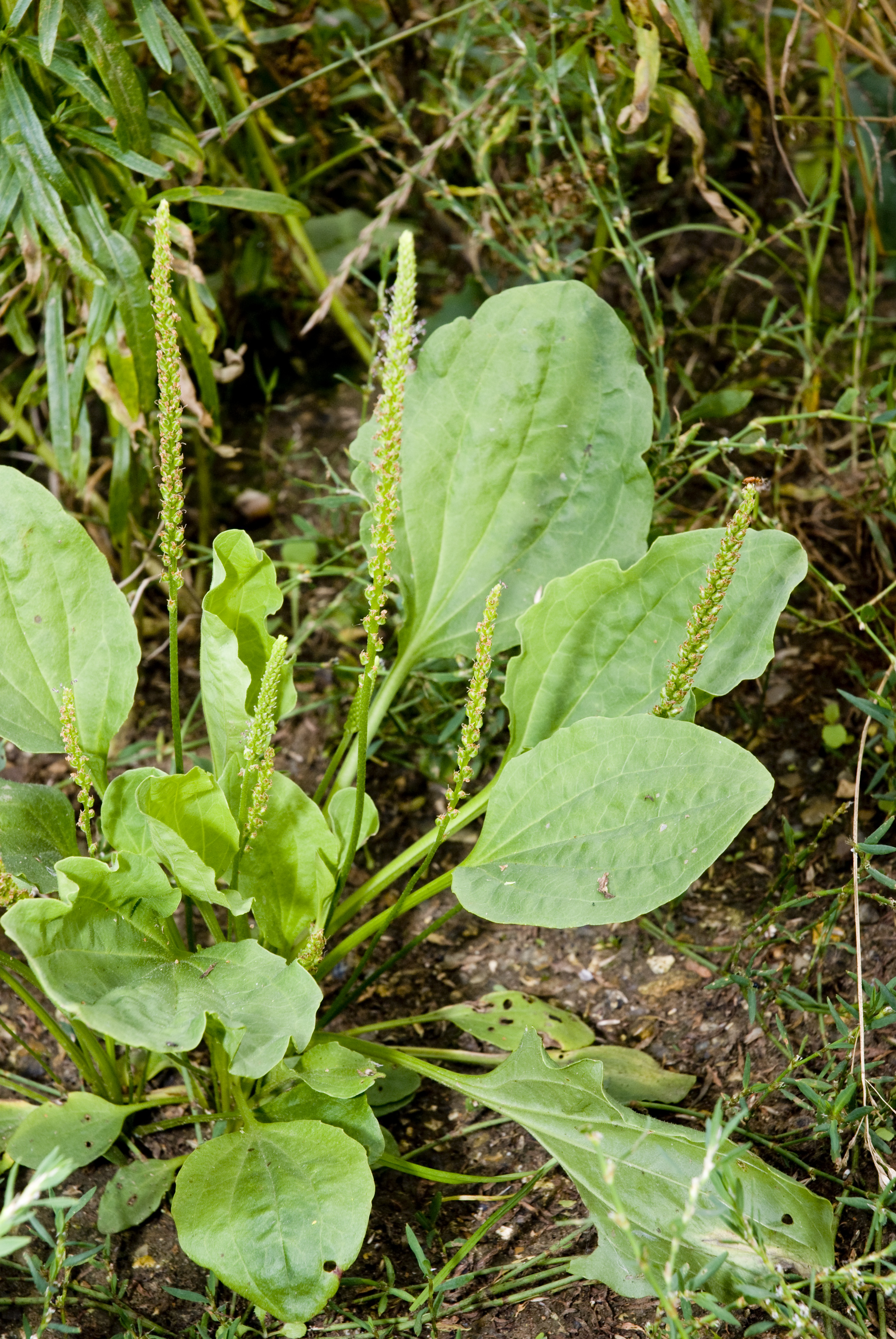
Vista de la planta

## Descripción
Es una planta herbácea  perenne con el tallo no ramificado. Alcanza los 14-50 cm de altura. Tiene un rizoma corto con muchas raicillas de color amarillo. Las hojas, algo dentadas, salen de una roseta basal con tres a seis cosasosas longitudinales que se estrechan y continúan en el peciolo, tiene un limbo oval. Las flores, de color verde blancuzco, se producen en densas espigas cilíndricas que aparecen en mayo-octubre. El fruto es un pixidio. Las semillas son de color pardo.

## Importancia económica y cultural

### Usos en la medicina tradicional
- Mayormente lo usan como desinflamante de la piel para lo cual se hierven sus hojas y estando tibias se colocan como emplastos en la parte afectada.
- Contiene mucílagos y ácido silícico que se utilizan como remedio pectoral.
- Se lo considera diurético, expectorante, emoliente y cicatrizante.
- Se utiliza en decocción, jarabe o extracto fluido para combatir los catarros, bronquitis y asma
- Por vía externa en forma de compresas para tratar quemaduras y úlceras.
- En gargarismo alivia las anginas.
- En colirios se usa para la conjuntivitis y la inflamación de los párpados.
- También puede usarse como pomada sobre heridas, quemaduras y hemorronas.
- Investigaciones modernas demostraron el efecto citotóxico de los extractos metanólicos de P. major sobre células cancerosas. Las células humanas correspondieron a adenocarcinoma renal (TK-10), adenocarcinoma de mama (MCF-7), y melanoma (UACC-62). Los efectos son atribuidos a iridoides y a flavonoides.[8]

### Estudios
Se han comprobado las propiedades inmunomoduladoras, antiinflamatorias, antimicrobianas, antiulcerosas, anticancerígenas, analgésicas y antioxidantes de P. major.

## Ecología
Esta especie sirve de alimento a las larvas de la polilla Athetis pallustris.

## Taxonomía
Plantago major fue descrita por Carlos Linneo y publicado en Species Plantarum 1: 112-113 en 1753.
Etimología
Plantago: nombre genérico que deriva de plantago = muy principalmente, nombre de varias especies del género Plantago L. (Plantaginaceae) –relacionado con la palabra latina planta, -ae f. = "planta del pie"; por la forma de las hojas, según dicen–. Así, Ambrosini (1666) nos cuenta: “Es llamada Plantago por los autores latinos, vocablo que toman de la planta del pie (a causa de la anchura de sus hojas, las que recuerdan la planta del pie; y asimismo porque las hojas tienen líneas como hechas con arado, semejantes a las que vemos en la planta del pie)”
major: epíteto latíno que significa "mayor".
Citología
Número de cromosomas de Plantago major (Fam. Plantaginaceae) y táxones infraespecíficos:  n=6; 2n=12
Sinonimia
- Plantago borysthenica Wissjul.
- Plantago dregeana Decne.
- Plantago latifolia Salisb.
- Plantago major fo. scopulorum Fries
- Plantago major var. borysthenica Rogow.
- Plantago officinarum Crantz
- Plantago sinuata Lam.[14]

Subespecies
- Plantago major subsp. major
- Plantago major subsp. intermedia (DC.) Arcang.
- Plantago major subsp. winteri (Wirtg.) W.Ludw.

## Nombre común
- Castellano: Hoja del cáncer, ballico, cañamón, cinco venas, gitanilla, grana, hierba de las siete costillas, hierba de las siete venas, hoja de lanté, hoja del antel, llantén, lantel, lantel del gordo, lantén, lengua de carnero, lengua de oveja, lentel, lentén, llanté, llantel, llantel mayor, llantén, llantén blanco, llantén blanquecino, llantén común, llantén de agua, llantén de hoja ancha, llantén de hojas anchas, llantén grande, llantén mayor, llantén mediano, mijo, mill, oreja de liebre, pan de pájaro, pelosilla, pelusa, plantago, plantaina, plantaje, rabos de ratón, resbala-muchachos, rompisaco, setecostas, siete nervios, yantén.[15]